# Фурнари
Фурнари (итал. Furnari) је насеље у Италији у округу Месина, региону Сицилија.
Према процени из 2011. у насељу је живело 1946 становника. Насеље се налази на надморској висини од 144 м.

## Становништво
Према резултатима пописа становништва 2011. у општини је живело 3.665 становника.
| 1936. | 1951. | 1961. | 1971. | 1981. | 1991. | 2001. | 2011. |
| ----- | ----- | ----- | ----- | ----- | ----- | ----- | ----- |
| 3.704 | 3.752 | 3.396 | 2.894 | 3.166 | 3.457 | 3.394 | 3.665 |